# Leon Jabłonowski
Leon Jabłonowski herbu Grzymała (ur. ok. 1796, zm. 1844) – dziedzic dóbr lubieńskich, odrzykońskich, Bratkówki, Krościenka Wyżnego, Czarnorzek, Krasnego, dowódca oddziału w powstaniu napoleońskim w 1809 r., szwagier komediopisarza Aleksandra Fredry. 

## Życiorys
Pochodził z książęcego rodu. Jego babką była księżna Katarzyna Ossolińska (zm. 1796).  
Jego ojcem był Józef Jabłonowski herbu Grzymała, (zm. 1821), starosta korsuński  i wiślicki, dziedzic połowy zamku kamienieckiego – teść Aleksandra Fredry – autora Zemsty. Wyprowadził się w 1796 r. z Odrzykonia do Krościenka Wyżnego. 
Jego braćmi byli;
- Franciszek Jabłonowski (zm. 1831) – ożeniony z Elżbietą Bratkowską, h. Świnka – córką  Józefa Bratkowskiego – miecznika galicyjskiego.
- Kazimierz  Jabłonowski (zm. 1842) – właściciel Dubanowicz, ożeniony z Katarzyną Bratkowską - siostrą Elżbiety.
- Ludwik  Jabłonowski Józef – pamiętnikarz (Złote czasy i wywczasy), oficer 5-go  pułku ułanów WP, powstaniec listopadowy, członek stanów galicyjskich, ożeniony z  Franciszką Włodek.
- Miał też siostrę Zofię (ur. 1798), którą poślubił w 1814 r. Stanisław Skarbek – tajny radca austriacki, założyciel teatru we Lwowie, a po rozwodzie, wyszła za mąż 9 listopada 1828 w Korczynie, za Aleksandra Fredrę – komediopisarza. Ich synem był Jan Aleksander Fredro – dramatopisarz.

W dworze u Leona Jabłonowskiego przebywali tacy literaci, jak, np. Wincenty Pol i Seweryn Goszczyński i brat Leona Ludwik Jabłonowski – pamiętnikarz, poeta. 
10 czerwca 1823 r. we Lwowie ożenił się z Cecylią Fredro (córką Jacka Fredry) – miał z nią córki, którymi były; 
- Zofia Jabłonowska – właścicielka Bratkówki, Odrzykonia, poślubiona przez Stanisława Michała Starowieyskiego – prezesa Rady Krośnieńskiej i posła,
- Emilia Jabłonowska – dziedziczka Krościenka Wyżnego poślubiona przez szambelana austriackiego – Franciszka Ksawerego Skrzyńskiego z Koszowy